# Aaron Piudik
Aaron Piudik (ur. 1907 na Wołyniu, zm. ?) – polski dziennikarz, działacz komunistyczny i poeta pochodzenia żydowskiego, piszący w języku hebrajskim i jidysz, związany z wileńską grupą artystyczno-literacką Jung Wilne w okresie jej formowania.
Do Wilna przybył w 1925 r., po studiach w żytomierskiej jesziwie i krótkim okresie zamieszkania w Białymstoku. Pierwsze wiersze pisał w języku hebrajskim, tworząc później w języku jidysz.
Był jednym z pierwszych członków Jung Wilne, powstałego w wyniku potrzeby konsolidacji młodych twórców żydowskich z Wilna i prezentacji dorobku kultury jidysz. Wziął udział w oficjalnym debiucie literackim grupy znanym jako Der arajnmarsz fun Jung Wilne in der jidiszer literatur (Triumfalne wejście Młodego Wilna do literatury jidysz) 11 października 1929 r., na łamach „Wilner Tog”. Opublikował wtedy katastroficzny wiersz z cyklu Jiched (Oddzielenie). W grupie działał tylko do 1930 r., kiedy to emigrował z Polski.
Na emigracji początkowo mieszkał w Urugwaju gdzie zaangażowany był w tamtejszy ruch komunistyczny. Wykluczony z partii w 1939 r., przeniósł się w 1944 r. do Argentyny, gdzie poświęcił się pracy dziennikarskiej. Od 1963 r. mieszkał w Izraelu.